# Габітус (мінералогія)
Габітус – зовнішній вигляд, напр. кристала тощо. 

## Габітус мінералів
Головними габітусами, яка характеризують природні кристали мінералів, є: 
- призматичний і призмоподібний,
- пінакоїдальний,
- біпірамідальний і біпірамідоподібний (октаедричний у кубічній сингонії),
- ромбоедричний та ромбоедроподібний (гексаедричний у кубічній сингонії),
- тетраедричний і тетраедроподібний,
- скаленоедричний і скаленоедроподібний,
- пірамідальний і пірамідоподібний,
- змішаний або комбінований.